# Írmino
Írmino (en ucraïnès: Ірміно, en rus: Ирмино) és una ciutat del municipi de Kadíivka de l'óblast de Luhansk a Ucraïna, situada actualment a zona ocupada per la República Popular de Luhansk de la Rússia. El 2021 tenia 9.343 habitants, 10.044 (2013).

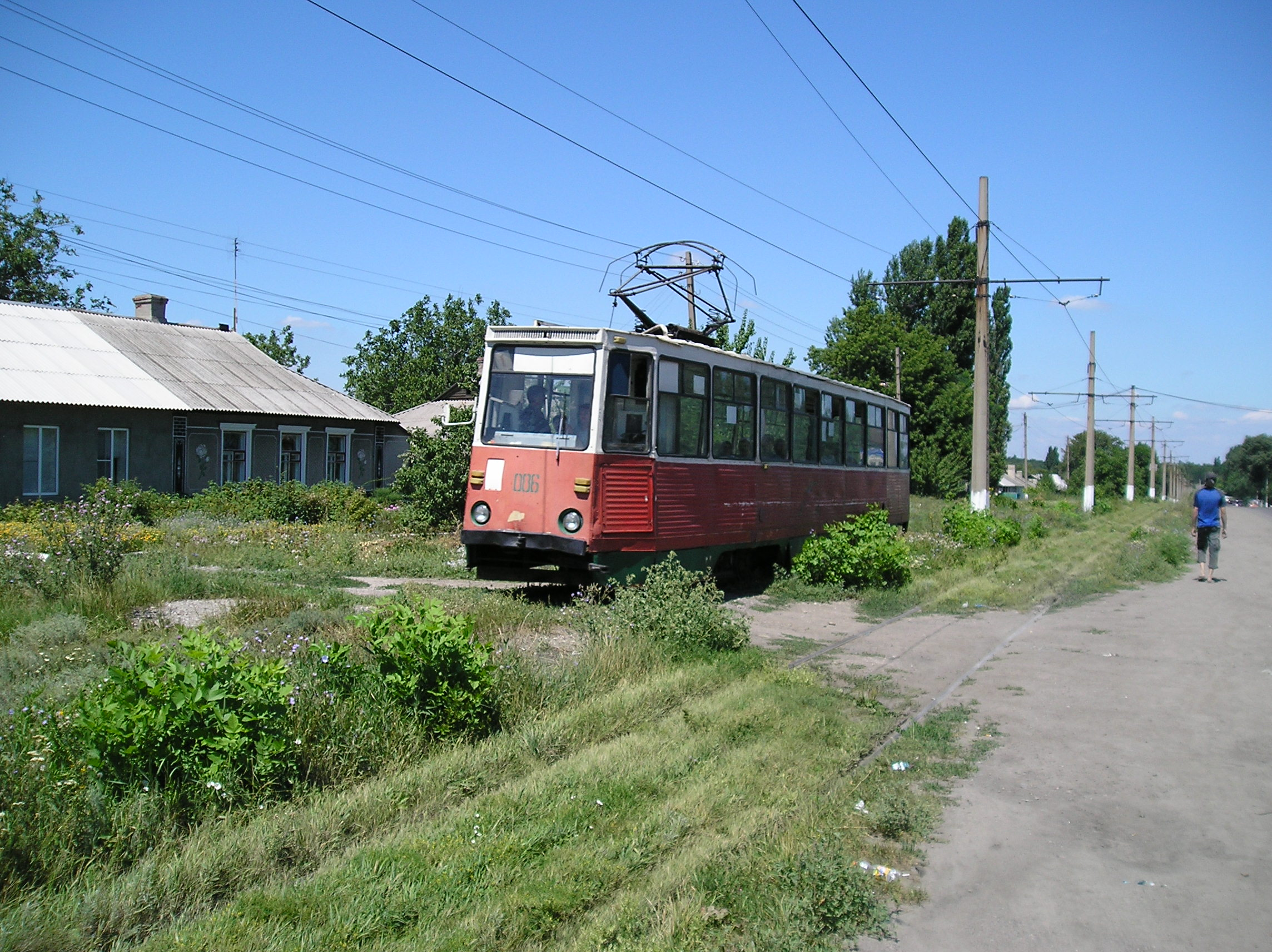
Únic tramvia a la línia Kadiivka - Írmino

Des del 2014, Írmino està controlat per forces de l'anomenada República Popular de Luhansk.

## Geografia
Írmino es troba a 55 km a l'oest de Luhansk. Forma part de l'aglomeració Altxevsk - Kadiivka, al Donbàs. Es troba a la vora del riu Lougan.

## Història
Írmino va ser el primer poble de Petrivka (en ucraïnès: Петрівка) fundada el 1808 a la riba dreta del Lugan per camperols de la regió de Poltava i rebatejada Irminka el 1898, o Írmino (Ірміно) cap al 1910, després de la mina de carbó que porta el nom d'Irma, filla del propietari de la mina. El 1936, el poble va aconseguir l'estatus de ciutat i va prendre el nom de Teplohirsk el 1977. El 8 de juliol de 2010 la ciutat va passar a anomenar-se Írmino .
Va ser a Írmino, a la mina “Tsentralno-Írmino”, on treballava des del 1927, Aleksei Stakhànov que va aconseguir extreure, és a dir, 14 vegades la norma, la nit del 30 al 31 agost 1935. En aquell moment, el poble d'Írmino depenia de Kadiivka, i el registre de Stakhànov s'hauria fet a la mina Tsentralnaya-Írmino de Kadiivka.

## Nom
- 1808 — 1900 — Petrovka (Petrovka),
- 1900—1962 — Germà (Irmino),
- 1977 — 2010 — Teplohirsk (Теплогірсь)

## Demografia
- 1923 - 2.794
- 1926 - 5.276
- 1939 - 15 327
- 1959 - 21.512
- 1979 - 19 090
- 1989 - 18 549
- 2001 - 13 053
- 2012 - 10 200
- 2013 - 10 044
- 2014 - 9 886
- 2015 - 9 764
- 2016 - 9 687
- 2021 - 9 343

## Transport
Írminoes trobava a 116 km de Louhansk per ferrocarril i 75 km per carretera.